# Алкантара (Лиссабон)
Алкантара (порт. Alcântara) — район (фрегезия) в Португалии, входит в округ Лиссабон.
Алка́нтара является составной частью муниципалитета Лиссабон. Находится в составе крупной городской агломерации Большой Лиссабон. По старому административному делению входил в провинцию Эштремадура. Входит в экономико-статистический субрегион Большой Лиссабон, который входит в Лиссабонский регион. Население составляет 14 443 человека на 2001 год. Занимает площадь 4,39 км².
Покровителем района считается Апостол Пётр (порт. São Pedro). В данном районе расположена Лиссабонская астрономическая обсерватория.

## История
Получил название от реки Алкантара, которая в свою очередь получила название из-за существовавшего через неё моста (араб. القنطرة‎ — «эль-кантара»).
Район Алкантара основан в 1770 году. До этого, на его месте располагался одноимённый город, который в 1218 году Альфонсо IX передал рыцарскому ордену, который с того времени стал носить название Алкантара.